# Belturbet
Belturbet (irl. Bel Atha Charbaid) – miasto w hrabstwie Cavan w Irlandii usytuowane 14 km od Cavan przy trasie N3 i 4 km od granicy z Irlandią Północną. Liczba ludności w 2011 roku wynosiła 1378.